# Мадианитянско-кенейская гипотеза
Мадианитя́нско-кене́йская гипотеза предполагает, что культ Яхве был перенят евреями у праарабских племён, обитавших в районе залива Акаба. В качестве доводов в её пользу приводятся сюжеты книги Исход, касающиеся мадианитянских родственников пророка Моисея, поэтические фрагменты Танаха, говорящие о южном происхождении Яхве, египетские тексты XIV—XII веков до н. э., упоминающие имя Яхве в связи с кочевниками «шасу», и предполагаемая взаимосвязь мифов о Каине и истории кенеев.

## История гипотезы
Впервые такое мнение встречается в работе немецкого историка Фридриха Вильгельма Гиллани, опубликованной в 1862 году. Независимо от него те же идеи были изложены в 1872 году нидерландским богословом Корнелисом Тиле, после чего они получили известность в научной среде. В конце века гипотеза была более подробно разработана рядом немецких исследователей: Эдуардом Мейером, Бернхардом Штаде и особенно Карлом Будде. Позднее с её критикой выступали еврейский философ Мартин Бубер и доминиканский священник Ролан де Во.

## Основания гипотезы

### Моисей и мадианитяне
Первым этапом появления гипотезы была историко-критическая интерпретация нарратива книги Исход о жизни Моисея в «земле Мадиамской». 3-я глава повествует о том, как Моисей, пасущий скот своего тестя Иофора, «священника Мадиамского», получает у священной горы откровение от незнакомого ему божества. В 4-й главе Яхве вознамерился убить Моисея, чья жена-мадианитянка Сепфора сделала обрезание своему сыну и помазала пророка кровью, после чего бог отступил от него.
В главе 18 Моисей встречает у той же священной горы Иофора, который славит Яхве и приносит ему жертвы в присутствии старейшин Израилевых. Этот эпизод предшествует сооружению жертвенника в главе 24 и откровениям о правилах жертвоприношений, описанным в книге Левит. Традиционно этот сюжет трактовался как описание обращения Иофора в яхвизм, но в рамках мадианитянско-кенейской гипотезы более обоснованной считается интерпретация, согласно которой он чествует приобщение израильтян к культу его божества. Фрагмент, в котором Иофор признаёт верховенство Яхве, является поздней вставкой, схожей с речью Раав в книге Иисуса Навина.
Во время раскопок в долине Тимна, являвшейся центром добычи меди, были обнаружены следы святилища XII века до н. э., схожего с описанием скинии в книге Исход. Здесь же был найден медный идол в виде змея и образцы мадианитянской керамики — артефактов торговой культуры, доминировавшей на северо-западе Аравийского полуострова на рубеже бронзового и железного веков.
Если Яхвист и Элохист подчёркивают взаимоотношения Моисея с мадианитянами, то составленный позднее жреческий кодекс настроен к этому племени враждебно. В элохистском фрагменте 12-й главы книги Чисел Мариам и Аарон упрекают Моисея за его жену, после чего Яхве поражает Мариам проказой, и они раскаиваются в содеянном. В отношении жены Моисея используется определение כשית‬: в Септуагинте оно переведено как Αἰθιόπισσα (с др.-греч. — «эфиопка»), но в связи с проблематичностью такой трактовки также предполагается, что речь идёт о мадианитянке. В 25-й же главе из жреческого источника Яхве насылает на израильтян болезнь за греховную связь с инородцами и поклонение Ваал-Фегору. Зимри, «начальник поколения Симеонова», вводит в свой шатёр дочь мадианитянского вождя; внук Аарона Финеес убивает их, после чего мор прекратился, и «сказал Господь Моисею, говоря: враждуйте с Мадианитянами, и поражайте их, ибо они враждебно поступили с вами в коварстве своем». В 31-й главе израильтяне под руководством Финееса «пошли войною на Мадиама, как повелел Господь Моисею, и убили всех мужеского пола».

### Указания на южное происхождение Яхве
В Танахе имеется четыре поэтических фрагмента, указывающих на южное происхождение бога израильтян. Здесь Яхве представлен прежде всего как воинственный защитник своего народа; его появление сопровождается дождём и содроганием неба и земли.
Во Втор. 33:2 сказано, что «Господь пришел от Синая, открылся им от Сеира, воссиял от горы Фарана…». Дальнейший текст сильно искажён и не имеет однозначной трактовки: вероятно, в нём повторялось упоминание местности Мерибат-Кадеш из предыдущей главы. Спутница Яхве обозначена неясным др.-евр. אשדת‬ (’êšədāṯ); предполагается, что это имя Ашеры (אשרה‬). Артефакты из Кунтиллет-Аджруд включают её изображение вместе с «Яхве Теманским», а также текст о явлении сияющего бога в момент битвы, сопровождаемом крушением гор.
Египетские надписи на колоннах храма XIV века до н. э. в Солебе и храма XIII века до н. э. в Западной Амаре предположительно говорят о связи обитавших в пустыне Негев кочевников «шасу» с Сеиром (егип. tꜣ-šꜣsw-sꜥrr — «земля шасу Сеира») и содержат наиболее древние известные упоминания Яхве (егип. tꜣ-šꜣsw-yhwꜣ — «земля шасу Яхве»).
Согласно Танаху, Яхве завещал гору Сеир брату Иакова Исаву и его потомкам-эдомитянам, которые названы братьями израильтян. Библейские тексты негативно отзываются о богах других соседей израильтян, но бог эдомитян Каус в них не упоминается. Каус как отдельное божество упоминается с VI—V веков до н. э., поклонение ему достигло расцвета в эпоху Набатейского царства. Предполагается, что либо культ Кауса со временем вытеснил культ Яхве, либо изначально эти имена относились к одному божеству.

### Кенеи и Каин
История кенеев также рассматривается в контексте мифа о Каине, чьё имя употребляется в Танахе для обозначения этого племени, обитавшего к югу и востоку от Арада. Первым такой подход применил востоковед Генрих Эвальд в середине XIX века.
После рождения первенца Ева даёт ему имя Каин и провозглашает: «приобрела я человека от Господа» (др.-евр. קניתי איש את־יהוה‬ qānîṯî ʾîš ʾęṯ yhwh), что является первым в книге Бытия упоминанием тетраграмматона в прямой речи. Предполагается, что др.-евр. קין‬ происходит от корня со значением «кузнец» (арам. qyny’, араб. قين‎), первым из которых согласно библейскому мифу был потомок Каина Тубал-Каин. В шахте на юге Синайского полуострова была найдена надпись, упоминающая "вождя кенеев" (רב בן קן‬).
Каин совершил первое жертвоприношение, но оно было отвергнуто Богом. После убийства Авеля Каин получил от Господа метку, обозначающую запрет убивать её носителя, и был обречён на вечные скитания. Миф завершается словами: «С тех пор люди и начали призывать имя Господне».
Потомок Каина Иавал назван прародителем всех кочевников, «живущих в шатрах со стадами». Такой образ жизни приписывается и кенеям: «Да будет Иаиль, Хевера Кенеянина жена, благословенна среди женщин, в шатрах живущих!» В книге пророка Иеремии рехавиты, традиционно считавшиеся потомками кенеев, объясняют свой кочевой образ жизни предписаниями предков: «…Ионадав, сын Рехава, отец наш, дал нам заповедь, сказав: „…домов не стройте, и семян не сейте, и виноградников не разводите, и не имейте их, но живите в шатрах во все дни жизни вашей, чтобы вам долгое время прожить на той земле, где вы странниками“».
Именем Енох назван и сын Каина, и один из «сыновей Мадиана», список которых рассматривается как перечисление различных мадианитянских кланов. Библейские тексты указывают на тесную связь кенеев с амалекитянами, которые также обитали к югу от Ханаана и названы «первым из народов».

### Комментарии и библейские цитаты
1. ↑  В яхвистском тексте его зовут Реуель (др.-евр. רעואל‬ — «друг Эля»); в книге Судей он назван Ховавом Кенеянином.
2. ↑  «…Ныне узнал я, что Господь велик паче всех богов…» (Исх. 18:11).
3. ↑  Чис. 25:6; здесь отмечается параллель со встречей Моисея и Иофора в Быт. 18:7[1].
4. ↑  Чис. 25:16—18
5. ↑  Чис. 31:7
6. ↑  В Авв. 3:3 говорится, что «Бог пришёл из Темана, Святой — от горы Паран».
7. ↑  Нав. 24:4
8. ↑  Втор. 2:4, 5; 24:7
9. ↑  
  - «Хевер Кенеянин отделился тогда от Кенеян (מקין‬), сынов Ховава, родственника Моисеева…» (Суд. 4:11).
  - «Восходит звезда от Иакова и восстает жезл от Израиля, и разит князей Моава и сокрушает всех сынов Сифовых. Едом будет под владением, Сеир будет под владением врагов своих, а Израиль явит силу свою… И увидел он Кенеев, и произнёс притчу свою, и сказал: крепко жилище твоё, и на скале положено гнездо твоё; но разорён будет Каин, и недолго до того, что Ассур уведёт тебя в плен» (Чис. 24:17—22).
10. ↑  Левий вместе с Симеоном также был проклят Иаковом за убийство жителей Сихема: «Гнев их — проклятие, ибо слишком силён, в гневе жестоки они без меры. Не будет у них земли в стране Иакова, и рассеются они по всему Израилю» (Быт. 49:7). Его потомки не имели собственной земли (Втор. 18:1) и пользовались общинными пастбищами (Лев. 25:34). Бегство левита Моисея в землю Мадиамскую также связано с убийством (Исх. 2:12—15), и его лицо преобразилось после того, как Господь даровал ему скрижали откровения (Исх. 34:29—35)[3].
11. ↑  Быт. 4:26
12. ↑  Быт. 4:20
13. ↑  Суд. 5:24
14. ↑  Иер. 35:6, 7
15. ↑  «Саул сказал кинеянам: „Уйдите, покиньте амаликитян, и я не уничтожу вас вместе с ними. Вы оказали благосклонность израильтянам, когда они вышли из Египта“. И кинеяне ушли от амаликитян» (1 Цар. 15:6).
16. ↑  Чис. 24:20